# New Madrid
New Madrid is een plaats (city) in de Amerikaanse staat Missouri, en valt bestuurlijk gezien onder New Madrid County.

## Demografie
Bij de volkstelling in 2000 werd het aantal inwoners vastgesteld op 3334.
In 2006 is het aantal inwoners door het United States Census Bureau geschat op 3105, een daling van 229 (-6,9%).

## Geografie
Volgens het United States Census Bureau beslaat de plaats een oppervlakte van
11,7 km², geheel bestaande uit land. New Madrid ligt op ongeveer 87 m boven zeeniveau.
Vanwege de aardbevingen van 1811-1812 wordt een seismische zone naar deze plaats genoemd.
Deze aardbevingen veroorzaakten allerlei wijzigingen in het landschap, waaronder in de omgeving, bij de plaats Hayti, de grootste zandvulkaan ter wereld. Deze is plaatselijk bekend als the Beach, ze is 2,3 kilometer lang en bedekt 55 hectaren.

## Plaatsen in de nabije omgeving
De onderstaande figuur toont nabijgelegen plaatsen in een straal van 16 km rond New Madrid.

## Geboren
- Cash McCall (1941-2019), electric blueszanger, gitarist en songwriter